# 소향
소향(본명: 김소향, 金昭享, 1978년 4월 5일 ~ )은 대한민국의 CCM 가수로 인명여자고등학교, 경희대학교 불어불문과를 중퇴하였고, CCM 밴드 POS의 보컬로 활동하고 있다. 본관은 광산(光山). 동양인으로서는 보기 드물게 4옥타브 이상의 음역을 소화할 수 있어 "한국의 머라이어 캐리"라는 칭호를 얻었다. 소향이 소속된 POS의 곡 중 '반석 위에', 찬양 사역자 고형원 목사가 작곡한 '주님 다시 오실 때까지'와 '마라나타'는 CCM 시장에서 크게 성공했고, 꾸준히 개신교 교회에서 불리고 있다. 소향은 가창력 외에도 작곡 능력과 글솜씨도 뛰어나 자신의 음반 작곡 활동에 참여하거나 직접 쓴 책을 출간하는 등 여러 방면에서 자신의 꿈을 이루고자 노력하고 있다.

## 학력
- 인명여자고등학교 졸업
- 경희대학교 불어불문과 중퇴

## 생애와 활동

### 1978년 ~ 1998년: 초기 활동
소향이 녹음실에서 연습하던 중 조환곤 전도사('방황하는 친구에게'의 작곡자)가 그녀의 노래를 듣게 되었다. 그 후, 소향은 그의 테스트를 거쳐 게스트 보컬로 발탁되게 되었고 1996년 '음악이 있는 마을 가이드포스트'의 <방황하는 친구에게>라는 앨범을 통해 데뷔하게 되었다. 해당 앨범에서 "선생님"과 "능력의 예수"라는 곡을 담당하였다. 앨범 출반 후, 조환곤 전도사의 제안으로 소향은 그와 함께 1년 정도 선교단 활동을 하면서 집회 참여, 뮤지컬 공연 등을 하였다. 1998년 스무 살 어느 날, 새벽 기도 중에 "결혼을 행하지 않으면 유익이 없으리라"라는 하나님의 메시지를 듣고 막 교제를 시작하던 CCM 그룹 POS의 리더 김희준과 결혼하였다.

### 1999년 ~ 2009년: 중기 활동
소향의 연습실은 그녀가 다니는 교회 바로 옆에 있어 교회의 목사와 연결될 수 있었고 이 때부터 POS와의 인연이 시작되었다. 그녀가 활동하고 있는 밴드 POS(포스)의 멤버들은 소향이 다니고 있는 큰믿음선교교회 목사의 자녀들로 구성된 팀으로 베이스, 키보드 치는 자매와 드럼 치는 형제로 구성되어 있으며 소향이 보컬을 맡았다. Pos란 말은 헬라어로 '빛'이란 뜻이다. 2001년 3월 소향 & POS 1집 '이해', 2001년 9월 POS 2집 'Letter To The Sky', 2004년 9월 POS 3집 'Butterfly', 2007년 9월 POS 4집 'Dream', 2009년 2월 POS 5집 'Story'를 발매하며 '반석 위에', '주님 다시 오실 때까지', '꿈' 등의 히트곡을 탄생시켰다. 사실상 POS 활동은 멈춘 상태이다. 현재 솔로 가수로 각종 경연과 무대에서 커버를 주로 선보이고 있다. 앨범 작업이 매우 드문 가수로, 소향 본인이 딱히 자신의 노래나 인기에 집중하지 않기 때문으로 보인다. 자신이 노래하는 목적을 '상처받고 아픈 사람들을 위로하고 다독이는 것'이라 밝힌 바 있다. 다만, POS 활동을 아예 멈춘 것은 아니고, 2012년 11월 5일에 POS 15주년 기념앨범을 발매하는 등 이따금 활동하는 모습을 보인다. 이 시기에는 샌디 패티의 'Upon this rock' 을 번안한 '반석 위에'란 곡으로 국내에서 알려져 있었으며, CCM 가수 특성상 별다른 가요 쪽으로 활동은 잘 하고 있지 않았다.

### 2010년 ~ 2017년: 현재
2010년 3월 20일, SBS 놀라운 대회 스타킹에 출연해 믿을 수 없는 가창력을 보여줘서 교회 밖에도 이름을 알리기 시작했다. 스타킹에서 소향은 R. 켈리의 'I Believe I Can Fly'를 한 옥타브 올려 초고음으로 불렀고, 휘슬 레지스터 발성법으로 유명한 머라이어 캐리의 'Emotions'를 불렀다. 2011년 7월 9일, 다시 스타킹에 출연하여 상반기 결산 특집에서 채리스 펨핀코와 함께 휘트니 휴스턴과 머라이어 캐리의 듀엣곡인 'When You Believe'를 불렀으며, 야식 배달부 출신 성악가 김승일과 듀엣으로 'the prayer'를 열창하였다. 2012년 7월 7일, 팝페라 가수 임태경과 함께 듀엣으로 'Endless Love'를 열창하였다.
2010년 중반에 SG워너비의 멤버 이석훈과, 2011년 초반에 대중음악 가수인 하하와 듀엣곡을 부른 바 있다. 그 외에도 산이의 노래에 피처링을 해주기도 했다. 2011년 중반에 박정현, 이영현과 함께 디바 프로젝트에 참여해서 '인어공주(Mermaid)'라는 노래를 불렀다. 셋이 파트를 나눠서 부른 것 같지만 사실은 각자가 노래를 부르고 파트를 취합해서 믹싱한 것이다. 2014년 12월 30일, 이영현과 '곁'이라는 디지털 싱글을 발표했다. 이영현이 작곡하고 작사는 하모니의 작사가 강은경이 맡았다. 이후 KBS 열린음악회에 자주 출연했으며, 열린음악회에서 CCM이나 인순이의 '거위의 꿈', 박정현과 임재범의 '사랑보다 깊은 상처', 머라이어 캐리의 'Hero', 셀린 디온의 'My Heart Will Go On' 이나 'Power of Love' 등을 열창했다. 2012년엔 서울 핵안보정상회의 로고송으로 나온 박정현의 'Peace Song(그곳으로)' 을 부르기도 했다.
'나는 가수다 II'에 7월 B조 새가수로 합류한 소향은 첫 경연(7월 B조)에서 휘트니 휴스턴의 'I Have Nothing'을 불러 1위를 하였다. 그리고 7월의 가수전에서 정훈희의 '꽃밭에서'를 불러 중위권을 차지하였다. 8월 A조 경연에서는 이적의 '하늘을 달리다'를 불러 1위를 하였고, 이어서 8월의 가수전에서는 부활의 'Never ending story'로 8월의 가수전에 등극하여 가왕전에 출전하게 되었다. 9월의 가수전에서는 8월의 가수자격으로 특별공연에 참가하여 셀린 디온, 파비오 브리슨의 "미녀와 야수" 삽입곡인 'Beauty And The Beast'를 5월의 가수 박완규와 함께 열창하였다. 2012 '슈퍼 디셈버 가왕전 개막제'에서는 자기 노래 부르기로 POS의 꿈을 개사하여 불러 2위를 차지하고, 7강전에서 임재범의 <그대는 어디에>, 6강전에서 SG워너비의 <살다가>, 5강전에서 이선희의 <나 항상 그대를>, 4강전에서는 1차 듀엣 미션으로 더원과 함께 이승환의 <천일 동안>을 불러 (2팀중)2위를 하고, 2차 자유곡 미션으로 이선희의 <인연>을 불러 1위를 차지하였다. 3강전에서 1차 경연(자신이 리메이크 했던 곡 부르기)은 아돌프 찰스 아담의 <Oh Holy Night>, 2차 경연(자유곡)은 들국화의 <그것만이 내 세상>으로 1차 경연 2위, 2차 경연 3위로 최종 3위로 탈락하였다. 탈락 후 인터뷰에서 "'나가수'가 나에게는 학교였다. 굉장히 도전적이고 스파르타식 훈련을 받은 느낌"이라고 말했다.
2012년 7월 21일, 2012 한국 프로야구 올스타전에서 경기 전 애국가를 제창했다. 2014년 7월 12일, 수원월드컵경기장에서 열린 K리그 클래식 수원 삼성 블루윙즈와 FC 서울 간의 경기에서 애국가를 부르기도 했다. 2012년 10월부터 방영하는 MBC 드라마 <마의>의 주제곡에 참여했다. 소향의 OST 참여는 연출가 이병훈 PD와 OST를 맡고 있는 김준석 음악감독이 만장일치로 러브콜을 보내 성사된 것이다. 소향 또한 이병훈 PD의 전작인 <대장금>과 <동이>의 열혈 시청자이자 이병훈 PD의 팬이어서 생애 첫 OST에 참여하게 됐다고 한다. 그 이후 드라마에 엑스트라로 출연하기도 했다. 그 후 KBS 드라마 아이리스 2의 OST인 백지영의 '잊지 말아요'를 리메이크해서 부르기도 했다.
2013년 뮤지컬 '사운드 오브 뮤직'의 마리아 역으로 가수 박기영, 뮤지컬 배우 최윤정과 함께 공동 캐스팅 되었다. '사운드 오브 뮤직'의 인연으로 평소 독실한 기독교 신자인 박기영과는 절친이 되었다. 2013년 9월, 평소 할리우드 영화를 만드는게 꿈이었던 소향은 직접 자신의 신앙관을 바탕으로 판타지 소설 '크리스털 캐슬'을 집필하여 출간했다. 전 8권 완결을 계획하고 있으며 현재 5권까지 집필이 마친 상태이다. 현재 시중에는 2권까지 출간이 된 상태이며, 앞으로 출간될 책들은 구체적으로 영화화 하기 위한 꿈을 실현하기 위해 수정 작업에 돌입하고 있다고 밝혔다. 크리스털 캐슬은 소향이 집필한 판타지 소설로, 2013년에 첫 출간되었으며 현재 2권까지 출간되었다. 성경의 요한계시록을 배경으로 썼으며, 출간된 두 권의 각각의 부제목은 '벤치 그리고 블록', '카돈의 귀신들'이다. 교회 집회 등지에서 소향이 간간히 자신의 꿈 얘기와 더불어 자신이 쓴 소설을 소개하곤 한다. 크리스털 캐슬은 소향의 무한한 상상력과 뛰어난 필력이 돋보이는 기독교 판타지 소설로, 책의 머리맡에는 드라마 허준, 대장금, 마의를 연출한 이병훈 감독과 작곡가 황성제, 방송인 김원희, 노홍철의 추천사가 실려 있다.
2014년 3월 4일, 소향은 한국가수로는 최초로 미국 NBA의 구단인 LA 클리퍼스의 초청을 받아 미국 국가인 'The star spangled Banner'를 부르며 굉장한 가창력을 선보였다. 이에 LA 클리퍼스의 가드인 크리스 폴 선수는 '이제까지 들어본 미국 국가 중 최고였다.'며 소향에게 직접 찬사를 전했다. 2014년 10월 18일, '불후의 명곡 2' 마이클 볼튼 편에서 'Lean on me'를 불러 첫 출연임에도 불구하고 마이클 볼튼의 '거장 수준의 무대'라는 찬사와 함께 442점이라는 고득점을 기록하며 우승을 차지했다. 불후의 명곡 2에서의 인연으로 마이클 볼튼의 내한 콘서트에서 소향이 방송에서 언급한 소원대로 함께 듀엣을 하는 등 친분을 쌓았고, 마이클 볼튼이 직접 월드 투어를 제안하기도 했다. 2015년 5월 30일, 불후의 명곡 2 한국인이 사랑하는 팝송 편에서 사이먼 앤 가펑클의 'Bridge Over Troubled Water'을 불러 3연승을 거두고 우승을 차지했다.

#### '나는 가수다 II'에서 불렀던 노래 목록과 순위
- 7월 B조(팝송) - I Have Nothing (휘트니 휴스턴) [6명 중 1위]
- 7월의 가수전(자유곡) - 꽃밭에서 (정훈희) [6명 중 3 또는 4위]
- 8월 A조(90년대 명곡) - 하늘을 달리다 (이적) [6명 중 1위]
- 8월의 가수전(자유곡) - 네버 엔딩 스토리 (부활) [5명 중 1위]
- 9월의 가수전(특별공연) - Beauty And The Beast (셀린 디온, 파비오 브리슨)(with 박완규) [순위 없음]
- 2012 슈퍼 디셈버 가왕전 개막제(자기 노래 부르기) - 꿈(POS) [7명 중 2위]
- 2012 슈퍼 디셈버 가왕전 7강전(자유곡) - 그대는 어디에 (임재범) [7명 중 2위]
- 2012 슈퍼 디셈버 가왕전 6강전(자유곡) - 살다가 (SG워너비) [6명 중 2위]
- 2012 슈퍼 디셈버 가왕전 5강전(자유곡) - 나 항상 그대를 (이선희) [순위 미발표]
- 2012 슈퍼 디셈버 가왕전 4강전 1차경연(듀엣) - 천일 동안 (이승환)(with 더원) [2팀 중 2위]
- 2012 슈퍼 디셈버 가왕전 4강전 2차경연(자유곡) - 인연 (이선희) [4명 중 1위]
- 2012 슈퍼 디셈버 가왕전 3강전 1차 경연(리메이크곡) - Oh Holy Night (아돌프 찰스 아담) [3명 중 2위]
- 2012 슈퍼 디셈버 가왕전 3강전 2차 경연(자유곡) - 그것만이 내 세상 (들국화) [3명 중 3위-최종 탈락]

#### '불후의 명곡 전설을 노래하다'에서 부른 노래 목록과 순위
- 2014년 10월 18일 마이클 볼튼 특집 - Lean On Me (마이클 볼튼) [442점] - 최종 우승
- 2015년 2월 21일 설 특집 - 홀로 아리랑 (서유석) [411점]
- 2015년 5월 9일 한국인이 사랑하는 팝 특집 - Bridge over troubled water (사이먼 앤 가펑클) [416점] - 최종 우승
- 2015년 12월 26일 기네스 특집 - 여러분 (윤복희)
- 2016년 7월 23일 친구와 함께하는 여름이야기 - 어른 아이 (소향 & JK김동욱, 원곡가수 거미)
- 2018년 5월 12일 Westlife Shane Filan 특집 - You Raise Me Up [414점]

## 음반 목록

### 정규 / 비정규 앨범
- 《1집 소향(POS) (2000)》
  1. 주 날개 아래
  2. 속삭임
  3. I Swear
  4. 그를 사랑해
  5. 주가 널 지키시는 건
  6. 이해
  7. 주의 광야로
  8. 진짜야
  9. 빛
  10. 천성을 향해 가는 성도들아

- 《2집 Letter To The Sky (2001)》
  1. 피난처
  2. Letter To The Sky
  3. Calling
  4. 반석위에
  5. 예수 사랑하심은
  6. Hold on
  7. 눈물
  8. 고백
  9. 전하리
  10. 맹세
  11. 사랑의 선물
  12. 기다림
  13. 그리움
  14. Oh Holy Night
  15. 피난처 (MR)

- 《3집 Butterfly (2004)》
  1. 나비
  2. 날개
  3. 열방의 소망
  4. 주님 다시 오실 때까지
  5. 천국에서 그댈
  6. Light
  7. 장미
  8. 널 사랑하는 걸
  9. Heaven
  10. I'm Always With You
  11. 난 널
  12. 나비(Inst.)
  13. 열방의 소망(Inst.)

- 《4집 Dream (2007)》
  1. 무지개
  2. 꿈
  3. 하늘을 봐요
  4. 할렐루야
  5. 사랑할께요
  6. 기다리고
  7. 사랑하고 아파하고
  8. YOU
  9. 그대있는 곳에
  10. You Raise Me Up
  11. 호세아
  12. 꿈 (Inst.)
  13. 할렐루야 (Inst.)

- 《디지털 싱글 소향 크리스마스 (2007)》
  1. Arirang (아리랑)
  2. (타이틀) Oh Holy Night
  3. 사랑의 빛 (feat. 자두)
  4. Joyful
  5. Oh Holy Night (MR)
  6. 사랑의 빛 (MR)
  7. Joyful (MR)

- 《5집 Story (2009)》
  1. 내 하나님(시편 139편)
  2. 영원한 친구
  3. 가시나무
  4. Stay With Me
  5. 너무 멀리 왔나요이야기
  6. 그대 있는 곳 까지
  7. Good Enough
  8. Grown Up
  9. 그리워
  10. Emmanuel
  11. Story
  12. Miss You Now
  13. Dream

- 《DIVA PROJECT (2011)》
  1. Mermaid (인어공주) (R&B Ver.)
  2. Mermaid (인어공주) (Tech Ver.)
  3. Mermaid (인어공주) (박정현 Ver.)
  4. Mermaid (인어공주) (이영현 Ver.)
  5. Mermaid (인어공주) (소향 Ver.)
  6. Mermaid (인어공주) (Inst.)

- 《15주년 기념 (Pos) (2012)》
  1. 햇살이 입맞춤 하던 날
  2. 하늘을 날아
  3. 바보처럼.. 행복해요
  4. 햇살이 입맞춤 하던 날 (Inst.)
  5. 하늘을 날아 (Inst.)
  6. 바보처럼.. 행복해요 (Inst.)

- 《사랑한다 널 사랑한다 (2012)》
  1. 사랑한다 널 사랑한다 (Feat. 하하)
  2. 늘 하고 싶은 말
  3. 사랑한다 널 사랑한다 (Inst.)
  4. 늘 하고 싶은 말 (Inst.)

- 《15주년 기념 (POS) 꿈. 기억을 걷다(나 그대와) (2012)》
  1. 햇살이 입맞춤 하던 날
  2. 하늘을 날아
  3. 나 그대와 (Upon This Rock Korean Ver.) (꿈. 기억을 걷다)
  4. 사랑한다 널 사랑한다 (Feat. 하하)
  5. Jesus (Korean Ver.)
  6. 바보처럼.. 행복해요
  7. 늘 하고 싶은 말
  8. 영원한 사랑
  9. Jesus (English Ver.)
  10. Upon This Rock (English Ver.)
  11. 널 사랑하는걸
  12. You Raise Me Up
  13. 그대 있는 곳 까지
  14. 가시 나무
  15. Oh Holy Night

- 《싱글 Brand New (2013)》
  1. Someday

- 《싱글 Fall In All In (2014)》
  1. 어떻게 내게 (Feat. 양동근, 도끼)

- 《싱글 집으로 가는 길 (2016)》
  1. 집으로 가는 길
  2. 집으로 가는 길 (Acoustic Piano Ver.)

- 《싱글 The song begins (2018)》
  1. 너의 노래 (Feat. Jinjoo.L)

참여 앨범
- 《A Promise.. (1999) - 김범수》 - 너의 시작으로 (Feat. 소향)
- 《Accident (2001) - 차태현》 - 너의 그림자 뒤에 (Feat. 소향)
- 《트리니티 레드 (Trinity Red) (2001)》 - 너무 늦은 건가요
- 《사랑과 축복의 노래 (2001)》 - 주의 크신 은혜
- 《I Love CCM (2002)》
- 《부흥 2003 '한라에서 백두까지 백두에서 땅끝까지' (2003)》 - 열방이여 노래 하라/ 모든 열방 주 볼 때까지
- 《Trinity The White Very Best Of CCM (2003)》 - O Holy Night
- 《The Call 김수지, 조수아 (2003)》
- 《I Love CCM 01 (Remake & Newsong) (2003)》- 오직 주만이
- 《Love CCM (2006)》 - 예수 사랑하심은
- 《3집 the Healing (회복을 위한 찬양 모음) (2008)》
- 《The First Songs For You To Remember Our Happy Days (2008)》 - 널 향한 나의 첫 번째 노래
- 《2008 The Story Of Winter (2008)》 - Oh Holy Night
- 《1집 Blessing(축복) (2009)》
- 《2009 Whispers Of Love (2009)》 - You Raise Me Up
- 《2009 Autumn Of Memory (2009)》 - Dream
- 《My Love Which Only One Person Is And Is More Beautiful Than Someone Only In The World She Love (Single) (2009)》 - 내 사랑
- 《Love Story (Digital Single) (2010)》
- 《사랑경보II (Digital Single) (2010)》 - 사랑경보II (Feat. 소향 of 포스(Pos))
- 《Love Story - Intro (Digital Single) (2011)》 - 오 마이 럽 (With. 하하, 소향)
- 《I Am Kai (2011)》 - 난 믿어요
- 《인사 (2010) - 이석훈》 - 감사 (Feat. 소향)
- 《드림하이 OST (2011)》 - 어떤이의 꿈 (Feat. 소향 of POS)
- 《토닥토닥 (2012) - 토닥토닥 (With 소향)
- 《히어로 OST (2012)》 - Hero (Feat. 이하늘, 소향)
- 《CCM For You 2 (2012)》 - 예수 사랑하심은
- 《나는 가수다 2 - 7월 B조 경연 (2012)》 - I Have Nothing (Whitney Houston)
- 《나는 가수다 2 - 7월의 가수전 (2012)》 - 꽃밭에서 (원곡가수 정훈희)
- 《나는 가수다 2 - 8월 A조 경연 (2012)》 - 하늘을 달리다 (원곡가수 이적)
- 《나는 가수다 2 - 8월의 가수전 (2012)》 - Never Ending Story (원곡가수 부활)
- 《나는 가수다 2 - 9월의 가수전 (2012)》 - Beauty And The Beast (Celine Dion, Peabo Bryson) (Feat. 박완규)
- 《나는 가수다 2 - 2012 가왕전 개막제 (2012)》 - 꿈 (원곡가수 POS)
- 《나는 가수다 2 - 2012 가왕전 7강전 (2012)》 - 그대는 어디에 (원곡가수 임재범)
- 《나는 가수다 2 - 2012 가왕전 6강전 (2012)》 - 살다가 (SG워너비)
- 《나는 가수다 2 - 2012 가왕전 5강전 (2012)》 - 나 항상 그대를 (원곡가수 이선희)
- 《나는 가수다 2 - 2012 가왕전 4강전 (2012)》 - 인연 (원곡가수 이선희)
- 《나는 가수다 2 - 2012 가왕전 4강전 (2012)》 - 천일동안 (원곡가수 이승환) (With 더원)
- 《나는 가수다 2 - 2012 가왕전 세미파이널 (2012)》 - 그것만이 내 세상 (원곡가수 들국화)
- 《나는 가수다 2 - 2012 가왕전 세미파이널 (2012)》 - Oh Holy Night (Adolphe Charles Adam)
- 《마의 OST (2012)》 - 오직 단 하나 (Feat. 안은경)
- 《아이리스 OST (2013)》 - 잊지 말아요
- 《Falling In Love (2014) - G. Brown》 - Falling In Love
- 《주영훈 20주년 기념 앨범 (2014)》 - 비의 랩소디
- 《곁 (2014) - 이영현》 - 곁 (Feat. 소향)
- 《불후의 명곡2 전설을 노래하다 - 설 특집 (2015)》 - 홀로 아리랑
- 《타이밍(2015) - 쿠노군》 - 타이밍 (Feat. 소향)
- 《그.리.다 (2015) - 조수미》 - 꽃밭에서 (Feat. 소향)
- 《임재범 데뷔 30주년 기념앨범 After The Sunset: White Night (2015)》 - 이 또한 지나가리라
- 《불후의 명곡2 전설을 노래하다 - 기네스 특집 (2015)》 - 여러분
- 《파라다이스 (Paradise) - (흉배) (2016)》 - 파라다이스 (Feat. YDG, 소향)
- 《라 프리마돈나 (La Prima Donna) - 조수미 (2016)》 - 꽃밭에서 (조수미, 소향)
- 《최강배달꾼 OST Part 8 (2017)》 - HOME
- 《고백부부 OST Part 2 (2017) - (KBS2 금토드라마)》 - 바람의 노래 (원곡 조용필)
- 《평창 동계패럴림픽 헌정곡 - 조수미 (2018)》 - Here as One(Feat. 소향)
- 《부흥 2018 '아버지의 나라가 이 땅에 오게 하소서' (2018)》 - 하늘은 노래하고 (solo. 소향)/아버지의 나라가 이 땅에 오게 하소서 (feat. 박종호, 송정미, 소향, 옥합, 김형미, 오영진, 이길승, 천민찬, 황성대)
- 《아이 캔 온리 이매진 콜라보 (2018)》 - I can only imagine
- 《The Friends Vol.2 (2018)》 - My Luv (Feat. 아이비, 민우혁, 고은성)
- 《The New Classik...And You Got The Winner (2018)》 - Ride Wit Us (Feat. Bling Starz(루나, 홍지민, 소냐))
- 《시간 OST Part 2 (2018)》 - 눈을 감아
- 《하나뿐인 내편 OST Part 12 (2018)》 - 사랑합니다
- 《사의찬미 OST Part 1 (2018)》 - 가슴만 알죠

## 방송 활동
- 2000년 KBS 《열린음악회》 첫 출연
- 2008년 KBS 《열린음악회》 출연
- 2009년 KBS 《열린음악회》'설특집 꽃보다 여자' 출연
- 2010년 SBS 《놀라운 대회 스타킹》 첫 출연
- 2012년 MBC 《우리들의 일밤 - 나는 가수다 II》 출연
- 2012년 MBC 《위대한 탄생 3》 - 특별일일심사위원
- 2013년 MBC 《마의》- 무교탕반에 시아버지와 남편을 찾으러 온 조선시대 양반집 규수 (카메오 출연)
- 2013년 JTBC 《미라클 코리아》- 출연
- 2014년 KBS 《불후의 명곡 2 - 전설을 노래하다》 '마이클 볼튼' 편 출연 (우승)
- 2015년 SBS 《놀라운 대회 스타킹》 - 400회 특집 출연
- 2015년 KBS 《불후의 명곡 2 - 전설을 노래하다》 '설 특집' 편 출연
- 2015년 KBS 《불후의 명곡 2 - 전설을 노래하다》 '한국인이 사랑하는 팝송' 편 출연 (우승)
- 2015년 MBC 《상암 DMC 페스티벌 - 나는 가수다 레전드》 - 출연
- 2015년 JTBC 《히든싱어 4》- '임재범' 편 패널 출연
- 2015년 KBS 《불후의 명곡 2 - 전설을 노래하다》 '기네스 특집' 편 출연
- 2017년 MBC 《미스터리 음악쇼 복면가왕》 - 제53,54,55,56,57,58대 복면가왕 - 노래 9단 흥부자댁
- 2018년 KBS 《불후의 명곡 2 - 전설을 노래하다》 'Westlife Shane Filan 특집' 편 출연

### 수상
- 2017년 MBC 방송연예대상 특별상 뮤직쇼 《미스터리 음악쇼 복면가왕》

## 같이 보기
- 현대 기독교 음악